# Italydella
Italydella är ett släkte av tvåvingar. Italydella ingår i familjen parasitflugor.
Kladogram enligt Catalogue of Life:
| Italydella | \| \| Italydella ceminata \| \| \| \| \| \| Italydella chachapoyana \| \| \| \| |
|            | \| \| Italydella ceminata \| \| \| \| \| \| Italydella chachapoyana \| \| \| \| |
|            | Italydella ceminata                                                             |
|            |                                                                                 |
|            | Italydella chachapoyana                                                         |
|            |                                                                                 |